# 古思堯
古思堯（1949年—），外號長鬚，生於廣東中山石歧，香港街頭示威活躍份子、反共人士，曾11次入獄。

## 生平
古思堯早年曾在澳門船廠學師及參與當地左派陣營，其自稱前半生是毛派信徒，且是澳門工會聯合總會核心成員，並在一二·三事件中积极参与衝擊葡警和葡澳政府。他称自己在當時衝入市政廳，把銅像、報告板等砸毀，並把文件和傢俬由二樓拋到街上，後輾轉逃到香港定居。1989年天安門事件之後開始成為香港示威積極份子，與外號長毛的梁國雄為伍。其間因參與社會運動而多次被檢控，甚至入獄。
古思堯過去經常與梁國雄一起於遊行時抬棺材示威而為香港人所認知，然而他卻並非四五行動成員。
2007年5月15日曾在《蘋果日報》訪問中稱：「香港人太斯文，遊行好像嘉年華，應該像韓農那樣。」（指2005年香港反對世貿遊行衝突組織到香港衝擊香港會議展覽中心的韓國農業協會之示威者）
古思堯亦與南方民主同盟的龍緯汶友善，常出席有關的活動。古思堯謂希望香港人要起來，反對中共，結束一党專政。
2012年8月15日，古思堯與其它香港保釣行動委員會成員一同登上釣魚島。 8月17日，團隊抵港開簡單記招時，在電視台直播期間爆出「喂喂喂，你企開啲啦，屌你老母。」（「喂喂喂，你站遠一點啦，姦恁娘。」）的粵語粗口，全句完整地在免費電視中清晰播出，引起市民嘩然。
古思堯的妻兒在大陆，曾經於2012年8月19日到香港探望他。 他有一子一女。
2020年香港七一遊行前夕接受訪問時自曝患大腸癌末期，僅剩兩年壽命。對於抗爭方式，古思堯稱雖然不支持港獨及暴力抗爭，但他認為中共政府及港共政府的行為容不下市民和平抗爭的空間，只有更激進的抗爭方式才能取得成效，並勉勵年輕人不要放棄，寄語入獄的年輕人不要感到後悔及難過，因為造成這樣的局面的是中港政府。
2020年9月24日，古思堯被指涉及2019年10月5日非法集結案被捕。古思堯原定下午二時半到醫院覆診，但一時許在家中被重案組人員拘捕，警方指他涉及2019年10月5日非法集結案，並到長沙灣警署落口供。
2022年2月4日清晨六時許，多名警方國安處警員抵達長沙灣青山道永盛工業大廈，以涉嫌「煽動顛覆國家政權罪」將古思堯拘捕。他原定早上到中聯辦抗議北京冬季奧運會，批評中国中央政府漠視被捕的香港市民及政治人物，只顧籌辦冬奧「粉飾太平」。此外，「女長毛」雷玉蓮、中國工黨副主席陳勁松、前民主黨黨員馮競文及社運人士陳意明等四人亦被國安處警員帶走協助調查。
2023年12月8日，多名警方國安處警員抵達長沙灣青山道永盛工業大廈，再次以涉嫌「煽動顛覆國家政權罪」的同樣罪名將古思堯拘捕。他原計劃在2023年12月10日區選開幕式當天到選舉事務處長沙灣辦公室請願，在當天早上被警方國安處拘捕，並起訴他一項「企圖作出或準備作出一項或多項具煽動意圖的行為」罪。

## 入獄事件
1998年，古思堯與曾健成（阿牛）、梁國雄、劉山青趁時任中共中央總書記江泽民訪港期間，到香港會議展覽中心門外示威、燒棺材，結果被裁定在公眾地方擾亂秩序，罰款3,000元。
2000年，古思堯因為兩度在立法會會議期間示威被檢控，判入獄14日。
2008年12月，古思堯在一次領匯示威中被指襲擊立會保安。2009年6月，香港法院判罪成，罰款2,000港元或入獄七天。結果，古思堯選擇入獄。
2013年2月18日，古思堯先後在抗議中國內地民運人士李旺陽「被自殺」及在元旦遊行中展示塗污的中华人民共和国国旗、香港特別行政區區旗及焚燒國旗，被裁定四項侮辱國旗及區旗罪成立，判囚九個月。他當日在法院外戴上寫有「我非常榮幸第三次入獄」的綵帶。
2015年7月1日，古思堯在金紫荊廣場焚燒區旗，並在2016年的提訊後於東區裁判法院門外祝酒以預祝自己第五次入獄。
2018年3月27日，古思堯在東區裁判法院被裁定涉於2017年7月15日悼念已故诺贝尔和平奖得主刘晓波的燭光遊行及10月1日國慶遊行時倒置及塗污中國國旗，以及在2018年1月1日元旦遊行中塗污香港區旗，被裁定兩項侮辱國旗罪及一項侮辱區旗罪罪成，每項控罪各判監兩個月，同期執行，合共兩個月監禁。當裁判官問古會否自行求情時，古回答：「求情不必要的啦，法律歸法律，政治歸政治」，又稱「任何後果都無所謂」，會「屢敗屢戰，坐監完再抗爭」，而他稱侮辱國旗屬他的個人抗爭行為以示不滿中共，但不希望戰友模仿。古思堯在庭外頸掛「打倒中國新帝制」和「無悔第六次坐監」字句，並祝賀自己再入獄及與支持者舉杯暢飲，在進入囚室時高叫「民主萬歲」、「人權萬歲」和「反對中國共產黨」口號。
2018年10月，古思堯在反對褫奪劉小麗議員資格的集會中，在區旗上寫上「香港政府真無恥」等字眼及撕毀而再度被控侮辱區旗罪，最終被判監六星期，為第七度入獄。
2021年4月13日，東區裁判法院開庭審理黃之鋒及古思堯2019年10月5日在銅鑼灣參與非法集結一案，古思堯因“非法集結”被判五個月監禁。
2022年2月4日，他原計劃北京冬奧開幕日抬棺材到中聯辦抗議，但未出發被國安處拘捕，被控企圖作出或準備作出一項或多項具煽動意圖的行為罪。到同年7月12日，港區國安法指定法官、主任裁判官羅德泉指他在棺材寫上「打倒共產黨」、「結束一黨專政」等字句，代表推翻政府、煽動，而古思堯被捕前已準備好示威的運輸安排和通知傳媒，認為屬「企圖」行為。法官又稱被告曾經有多次被捕記錄，反映他仍然他仍以身試法，並利用冬奧開幕日時機採取行動，認為是將2019年發生「群體性違法行為」挑起情緒，令問題死灰復燃，最終裁定他罪成，判囚9個月。
他得悉判決後隨即解僱律師並自行求情，表示願意做民主人權運動的「鬥士、勇士、烈士」和「屢敗屢戰，死不悔改」。裁判官多次提醒他不要將法庭政治化，並形容他堅持示威是其自己個人選擇，並指他在犯案前已經有健康問題，不會因此而減刑。
2024年2月16日，西九龙裁判法院裁定古思尧企图作出或准备作出一项具煽动意图的行为罪成，國安法指定法官蘇惠德判處他處監禁九个月。